# Schlacht von Tours und Poitiers
In der Schlacht von Tours und Poitiers im Oktober 732 besiegten die Franken unter dem Kommando von Karl Martell die nach Gallien vorgestoßenen muslimischen Araber und stoppten deren Vormarsch im Westen (→ Islamische Expansion). Im Arabischen wird die Schlacht auch Schlacht an der balāṭ asch-schuhadāʾ (بلاط الشهداء) („Schlacht an der Straße der Märtyrer“) genannt.
Nach einem heftigen Gefecht siegten die Franken, die von langobardischen, sächsischen und friesischen Truppen unterstützt wurden. Auch Herzog Eudo von Aquitanien, ein alter Widersacher Karl Martells, stand den Franken in der Schlacht zur Seite. Der Heerführer der Mauren und Araber, Abd ar-Rahman, fiel während des Kampfes, und die Reste seines Heeres zogen sich auf die Iberische Halbinsel zurück. Die Franken hatten laut einigen Quellen damit gerechnet, den Kampf am nächsten Tage fortsetzen zu müssen, fanden aber am Morgen nach der Schlacht das Lager der Araber verlassen vor.
Karl Martell wurde wegen des Sieges später als Retter des Abendlandes überhöht. Allerdings wurde die Schlacht in zeitgenössischen Quellen nicht als herausragendes Ereignis betrachtet, sondern nur beiläufig erwähnt, was die Rekonstruktion der Abläufe erschwert. Das Gefecht wurde erst in der Neuzeit zu einem welthistorischen Ereignis stilisiert. Die jüngste Geschichtsforschung ist mehrheitlich aber wieder zurückhaltender, was die Bedeutung der Schlacht betrifft. Allgemein wird die Schlacht heute als Teil der Konsolidierung der Herrschaft Karl Martells gesehen, der sich in deren erster Zeit noch gegen eine Adelsopposition im Frankenreich behaupten musste. Dies ist dem Umstand geschuldet, dass sich die Vormachtstellung der (erst später so genannten) Karolinger aufgrund der Schwäche der Merowinger zunächst im Hausmeieramt etablierte.

## Ort und Datum

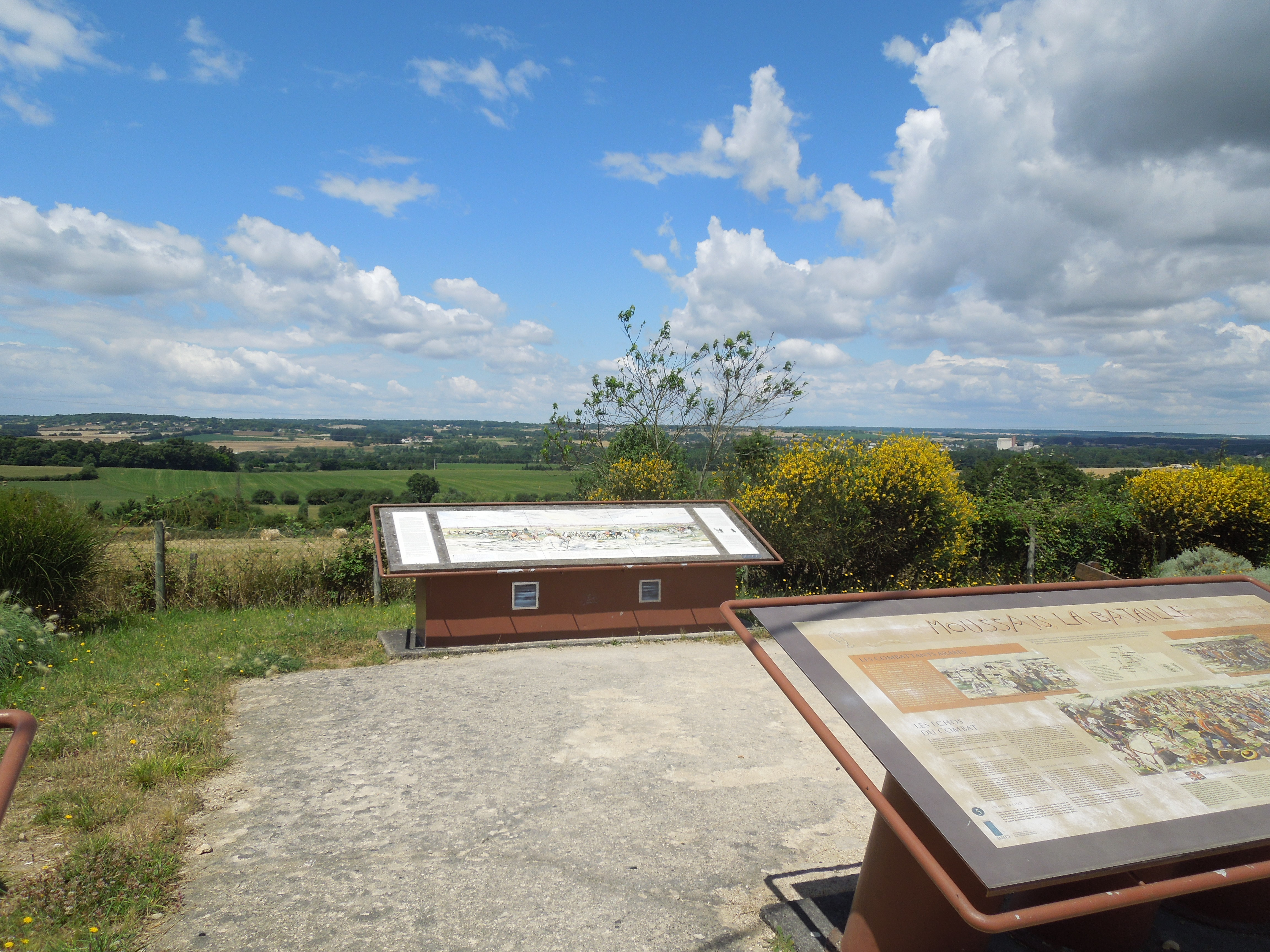
Wahrscheinliches Schlachtfeld bei Poitiers

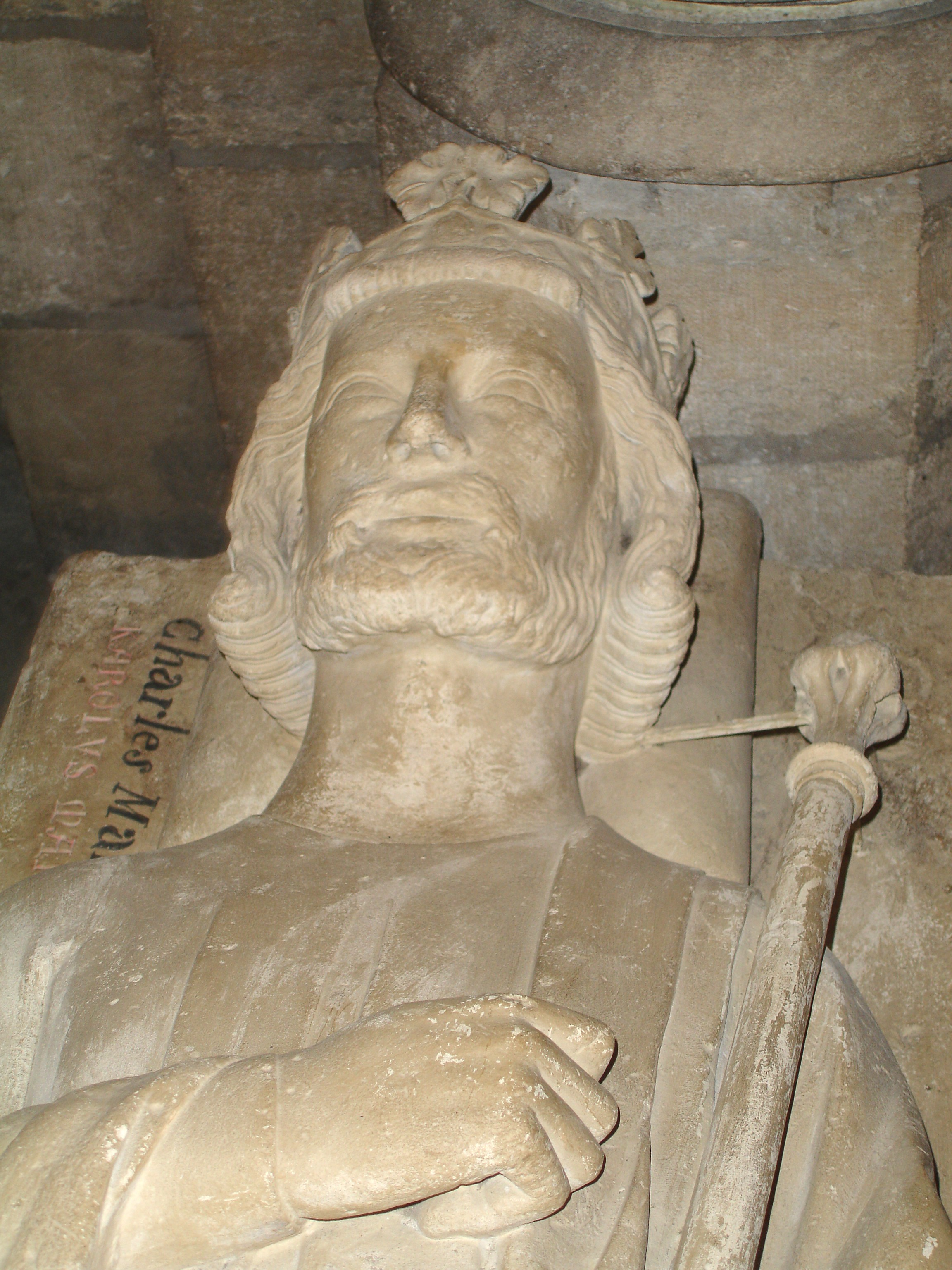
Sarkophag von Karl Martell in St. Denis (12. Jahrhundert)

Man kennt bis heute weder zweifelsfrei den genauen Ort noch das exakte Datum der Schlacht von Tours und Poitiers. Was den Ort angeht, lässt sich aber immerhin die Gegend zwischen den Flüssen Clain und Vienne südlich von Châtellerault vermuten; hier lag auch Alt-Poitiers an der alten Römerstraße, die die Araber bei ihrem Vormarsch nehmen mussten, während die Franken zunächst eine Stellung am Übergang über die Vienne beim heutigen Cenon-sur-Vienne bezogen haben dürften. Das eigentliche Schlachtfeld wird dann irgendwo zwischen diesem Übergang und den drei Kilometer entfernten Orten Vouneuil und Moussais-la-Bataille zu suchen sein. Heute erinnert eine Gedenkstätte mit Panoramatafeln bei Moussais an die Schlacht.
Als Datum der Schlacht gilt einer der Samstage im Oktober 732, wobei der 18. oder der 25. Oktober am wahrscheinlichsten sind.

## Verlauf der Schlacht
Über den Verlauf der Schlacht ist nicht allzu viel bekannt. Doch ist überliefert, dass Karl mit seinen fränkischen Truppen die ersten sieben Tage der Schlacht damit verbrachte, auf Verbündete zu warten; es gab nur Geplänkel. Als dann sächsische und wenig später auch langobardische Truppen eintrafen, hatten die Araber ihre Beute bereits nach Süden gebracht.
Am achten Tag griffen zunächst wohl die Araber die Langobarden an. Diese schlossen sich jedoch wie die Franken zu einer Phalanx zusammen, und die Sachsen und Franken schlossen einen Großteil der arabischen berittenen Bogenschützen ein und vernichteten diese. Es folgte wohl ein Gegenangriff der Verbündeten in Richtung des arabischen Lagers. Die Araber stürmten ihnen entgegen, und es entbrannte der Hauptakt der Schlacht. Dabei fiel Abd ar-Rahman im Kampf gegen Franken oder Sachsen. Die Araber zogen sich ob ihres gefallenen Anführers und der hohen Verluste in ihr Lager zurück. Karls Truppen brachen die Schlacht ebenfalls ab, da es dämmerte und sie fürchteten, in unbekanntem Terrain in einen Hinterhalt zu geraten.
Am Tag darauf rückten die Verbündeten in das arabische Lager ein, doch die Araber hatten es schon geräumt, allerdings ihren gefallenen Anführer mitsamt einigen Fahnen zurückgelassen.
In der Forschung wurde traditionell angenommen, bei der Schlacht sei erstmals schwer gepanzerte fränkische Reiterei eingesetzt worden und habe den Kampf entschieden. Demgegenüber haben neuerdings Forscher wie Hugh N. Kennedy betont, in den ältesten Berichten werde derlei nicht erwähnt; im Gegenteil, die zeitnahe Mozarabische Chronik (siehe unten) spricht davon, die Langobarden und Franken hätten als Phalanx gekämpft und „wie ein Gletscher“ gewirkt, was kaum auf berittene Kämpfer hinweist, sondern eher auf gepanzerte Fußtruppen in geschlossener Formation. Auch die Araber kämpften im 7. und 8. Jahrhundert entgegen landläufiger Vorstellung oft zu Fuß; in den großen Feldschlachten stiegen ihre Reiter meist ab und kämpften als Infanterie. Ob dies auch 732 so war, lässt sich aufgrund der Quellenlage nicht entscheiden. Festzuhalten bleibt aber, dass die Annahme, es habe sich um eine Schlacht zwischen berittenen Muslimen und schwerer fränkischer Kavallerie gehandelt, durch die ältesten Quellen nicht gestützt wird. Es könnte sich also durchaus auch um ein Infanteriegefecht unter Beteiligung von Reiterei gehandelt haben.
Die arabische Schlachtordnung jener Zeit teilte sich in drei Linien, die mit den allegorischen Namen „Morgen des Hundegebells“, „Tag der Hilfe“ und „Abend der Erschütterung“ bezeichnet wurden. Die Muslime zogen sich nachts über den „Weg der Märtyrer“ zurück.

## Bedeutung der Schlacht
Rio Guadalete – Toulouse – Covadonga – Tours und Poitiers – Avignon – Berre

Islamische Expansion bis zur Schlacht von Tours und Poitiers

Die Schlacht muss im Zusammenhang der weiteren Kämpfe zwischen Franken und Aquitaniern auf der einen Seite und Arabern auf der anderen Seite gesehen werden. So gab es schon seit 719 muslimische Vorstöße über die Pyrenäen. 725 plünderten die Araber gar Autun in Burgund, und die Kämpfe in Gallien waren mit dem Sieg von 732 noch lange nicht beendet. Im vormals westgotischen Septimanien um Narbonne hielten sich die Araber noch bis 739 bzw. 759, ehe Karl Martell und nach dessen Tod im Jahr 741 sein Sohn Pippin der Jüngere sie, erneut mit langobardischer Hilfe, von dort gewaltsam vertrieben, wobei beide mit großer Härte vorgingen.
In der mittelalterlichen Geschichtsschreibung wurde der Schlacht von 732 weniger Bedeutung zugeschrieben als in der Neuzeit. Christliche Zeitgenossen beschrieben die Schlacht; ein anonymer Verfasser aus Spanien (sogenannte Mozarabische Chronik von 754) stellte dabei den Arabern die Europenses gegenüber. Ab Mitte des 11. Jahrhunderts verblasste im Reich die Erinnerung an Karl Martells Sieg; Marianus Scottus und Frutolf von Michelsberg war die Schlacht keinen Jahreseintrag wert. Edward Gibbon maß in seinem 1788 erschienenen Werk The History of the Decline and Fall of the Roman Empire der Schlacht epochale Bedeutung bei. Nach Gibbon hätte es ohne den Sieg Karl Martells längst in Paris und London Moscheen gegeben, und in Oxford wäre statt der Bibel der Koran gelehrt worden.
Moderne Historiker bezweifeln dies. Zum einen glaubt man, dass die Araber am damals unterentwickelten und kalten Europa nördlich der Loire kein Interesse hatten. Es wird vermutet, dass es ihnen 732 lediglich darum ging, einen Plünderungsfeldzug gegen Tours zu führen, dessen Kloster einige Reichtümer angehäuft hatte und das für die Franken als Grabstätte des Heiligen Martin große symbolische Bedeutung hatte. Hätte man sich hingegen dauerhaft in Gallien festsetzen wollen, so hätte es zunächst gegolten, eine christliche Restherrschaft im galicischen Nordwestspanien aufzulösen, was den Arabern aber wegen des bergigen Geländes nicht gelang. So waren die muslimischen Heere aufgrund klimatischer Hemmnisse und eines immer länger werdenden Versorgungsweges am weiteren Vordringen gehindert und abgeschnitten. Überhaupt waren die Feldzüge der Araber mit neuzeitlicher Kriegsführung nicht vergleichbar. Es war eher der rasche Raubzug einiger hundert bis tausender Soldaten durch eine dünn besiedelte Landschaft, die solchen Gruppen kaum Widerstand leisten konnte. Diese wären – selbst im Falle militärischer Erfolge – damit noch nicht in der Lage gewesen, ihre örtliche Vorherrschaft mittelfristig zu sichern, wie sich zur selben Zeit in Kleinasien zeigte. Aufgrund des Charakters der damaligen muslimischen Expansion als „Politik der Nadelstiche“ und Raubzüge – der arabische Begriff hierfür, Razzia, hat sich in veränderter Bedeutung bis heute erhalten –, mutet die Bedeutung der Ereignisse von 732 eher gering an.
Zum anderen waren wohl die Abwehrkämpfe von Byzanz, die zur selben Zeit in Kleinasien und am Mittelmeer stattfanden, weitaus bedeutender als die von abendländischen Historikern zum welthistorischen Sieg hochstilisierte Schlacht von Tours und Poitiers. Vermutlich war die arabische Niederlage vor Konstantinopel im Jahr 718 entscheidend; der Fall des Byzantinischen Reiches hätte weitaus weiterreichende Folgen gehabt als ein arabischer Sieg über die Franken. Während Byzanz, das für Europa als ein „Schutzschild“ fungierte, sich jahrhundertelang koordinierter und organisierter Angriffe zu Land und zur See erwehren musste, die in kurzen Abständen aufeinander folgten und hinter denen das Schwergewicht des Kalifats stand, hatte das Frankenreich nicht viel mehr als von der iberischen Halbinsel sporadisch ausgehende Plünderungszüge abzuwehren.
Andererseits ist die Schlacht auch bei Muslimen in der späteren Überlieferung als die „Schlacht der Millionen Tränen“ in Erinnerung geblieben, unter anderem aufgrund des Todes des fähigen Heerführers Abd ar-Rahman. Es gibt bei Muslimen bis heute die Vorstellung, dass es damals beinahe gelungen wäre, das christliche Abendland komplett zu überrennen; diese Annahme beruht allerdings ihrerseits nicht zuletzt auf der neuzeitlichen Rezeption der Ereignisse in Europa. Diese veränderte Wahrnehmung hatte zeithistorische Gründe: Es gefiel den Schriftstellern der Aufklärung und der Romantik, die Nationen des Westens als Retter des Abendlandes zu porträtieren. 

## Mediale Rezeption
In einer Phoenix-Doku-Reihe zum Thema Kontrafaktische Geschichte erörtern die Historiker Alexander Demandt und Johannes Dillinger, der Islamwissenschaftler Peter Heine und die Mediävistin Claudia Garnier in der Sendung Was wäre, wenn der Islam Europa erobert hätte? vor dem Hintergrund von Reenactment-Szenen der Schlacht deren historische Bedeutung.